# ایپهوفن
شهر ایپهوفن (به آلمانی: Iphofen) در ایالت بایرن در کشور آلمان واقع شده‌است.